# Norik Harutiunian
Norik Harutiunian (orm. Նորիկ Հարությունյանը; ur. 2002) – ormiański zapaśnik walczący w stylu wolnym. Zajął 22. miejsce na mistrzostwach świata w 2023.
Trzeci na ME U-23 w 2022 roku.